# فرج سعید بن غانم
فرج سعید بن غانم (عربی: فرج سعيد بن غانم؛ ۱ دسامبر ۱۹۳۷ – ۵ اوت ۲۰۰۷) سیاست‌مدار اهل یمن بود. وی از ۱۵ مه ۱۹۹۷ تا ۲۹ آوریل ۱۹۹۸، نخست‌وزیر یمن بود.
فرج سعید بن غانم در ۵ اوت ۲۰۰۷، در سن ۶۹ سالگی درگذشت.